# Google Doodle
En Google Doodle er en særlig, midlertidig ændring af logoet på Googles søgemaskines forside, der er beregnet til at fejre helligdage, arrangementer, resultater og mennesker. Den første Google Doodle var til ære for Burning Man Festival i 1998, og er designet af Larry Page og Sergey Brin for at underrette brugere om deres fravær i tilfælde serverne gik ned.